# Кэмпбелл, Эрик
Эрик Кэмпбелл (англ. Eric Campbell, 26 апреля 1879 — 20 декабря 1917) — американский и британский актёр-комик, который стал известен благодаря участию в короткометражных фильмах Чарли Чаплина.

## Биография
Альфред Эрик Кэмпбелл (англ. Alfred Eric Campbell) родился 26 апреля 1879 года (по другим источникам — 1878 или 1880) в городке Данун графства Стратклайд в Шотландии. С детства начал выступать на сцене. В 1901 году женился на актрисе мюзик-холла Фанни Гертруде Роботэм (Fanny Gertrude Robotham), несколько позже был принят на работу в знаменитую театральную антрепризу Фреда Карно, в которой в этот же период работали Чаплин и Альберт Остин. В 1914 году Кэмпбелл приехал с гастролями труппы Карно в США. Во время выступлений в Нью-Йорке Кэмпбелла заметил бродвейский продюсер Чарлз Фроман (Charles Frohman), который предложил Кэмпбеллу договор, и актёр более двух лет играл в театральных постановках.

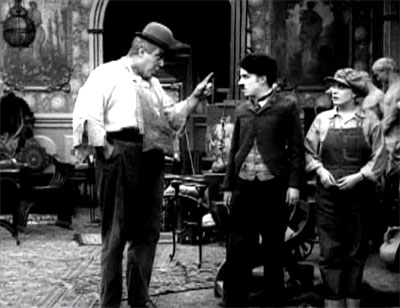
Эрик Кэмпбелл, Чарли Чаплин и Эдна Пёрвиэнс в фильме «За экраном»

В марте 1916 года Чаплин, который к этому времени успел стать виднейшим голливудским комедийным киноактёром, пригласил Кэмпбелла в свою постоянную группу. Кэмпбелл как нельзя лучше соответствовал амплуа Гиганта — постоянного противника героя Чаплина. Кэмпбелл был высоким - 6 футов 5 дюймов (1,96 м), крупным, почти 300 фунтов (136 кг) и мог выглядеть довольно устрашающе. Постоянным элементом его образа в фильмах Чаплина стали густые загнутые кверху брови, часто он играл также с длинной накладной бородой. Первой работой Кэмпбелла в кино стала роль в фильме «Контролёр универмага» (1916), в дальнейшем он появлялся почти во всех фильмах, которые Чаплин делал по контракту с компанией «Mutual».
За короткий срок Кэмпбелл сумел завоевать огромную популярность у зрителей. Чаплин также чрезвычайно его ценил, они прекрасно дополняли друг друга на экране, а в жизни тесно дружили. К лету 1917 года актёрское будущее Кэмпбелла выглядело совершенно обеспеченным — его пригласила сниматься в очередной фильм Мэри Пикфорд. Однако как раз в этот момент в жизни Кэмпбелла наступила полоса фатального невезения. 9 июля 1917 года во время обеда в ресторане от сердечного приступа внезапно скончалась его жена. На следующий день его 16-летняя дочь Уна, которая вышла, чтобы купить траурное платье, серьёзно пострадала в автомобильной аварии.
Уже 17 сентября Кэмпбелл, ничего не сообщив находящейся на реабилитации дочери, женится на актрисе варьете Перл Гилман (Pearl Gilman), с которой познакомился всего лишь за пять дней до этого на вечеринке. Но семейная жизнь у них не сложилась, и уже через два месяца Гилман подала на развод. А ещё через месяц, 20 декабря 1917 года, Эрик Кэмпбелл, сидя за рулём автомобиля в состоянии сильнейшего алкогольного опьянения, не справился с управлением и погиб в автокатастрофе. Его автомобиль был так искорёжен при лобовом столкновении, что тело массивного актёра не могли извлечь из обломков в течение пяти часов.
Несчастья не оставили актёра и после смерти — после кремации урна с его прахом не была востребована и оставалась непохороненной до 1952 года, когда один из служащих крематория не оплатил похороны. Однако при этом не было отмечено точное место захоронения и сейчас могилы Кэмпбелла практически не существует.
Смерть Кэмпбелла тяжело подействовала на Чаплина. Следующие его короткометражные фильмы сняты в заметно другой интонации, из них почти исчез комический гротеск, который так удачно привносил Кэмпбелл. Снятые для «Mutual» с участием Эрика Кэмпбелла короткометражные комедии по праву считаются вершиной режиссёрского творчества Чаплина в 1910-х годах.

## Фильмография

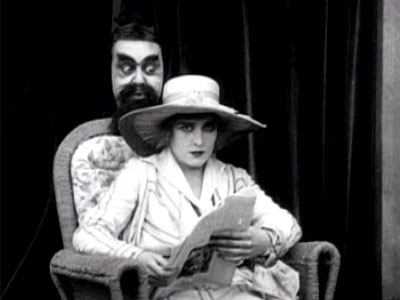
Эрик Кэмпбелл и Эдна Пёрвиэнс в фильме «Лечение»

- 1916 — Контролёр универмага (The Floorwalker) — Джордж Браш, управляющий магазином
- 1916 — Пожарный (The Fireman) — начальник пожарной бригады
- 1915 — Скиталец (The Vagabond) — глава цыган
- 1916 — Граф (The Count) — портной
- 1916 — Лавка ростовщика (The Pawnshop) — грабитель
- 1916 — За экраном (Behind the Screen) — Голиаф, реквизитор
- 1916 — Скетинг-ринг (The Rink) — мистер Стаут, поклонник Эдны
- 1917 — Тихая улица (Easy Street) — Громила, бандит
- 1917 — Лечение (The Cure) — курортник, больной подагрой
- 1917 — Иммигрант (The Immigrant) — главный официант
- 1917 — Искатель приключений (The Adventurer) — жених Эдны

## Память
- В 1996 году был снят посвящённый жизни творчеству Эрика Кэмпбелла документальный фильм «Голиаф Чаплина» (Chaplin’s Goliath).
- В том же 1996 году на родине Кэмпбелла в Дануне была установлена мемориальная доска в память о нём.